# Йорк, Филипп, 2-й граф Хардвик
Филипп Йорк, 2-й граф Хардвик (англ. Philip Yorke, 2nd Earl of Hardwicke; 9 марта 1720 — 16 мая 1790) — английский политик и писатель. Он носил титул учтивости — виконт Ройстон с 1754 по 1764 год.

## Биография
Родился 9 марта 1720 года. Старший сын Филиппа Йорка, 1-го графа Хардвика (1690—1764), и Маргарет Кокс (? — 1761). Он получил образование в школе Ньюкома и в колледже Корпус-Кристи в Кембридже . С 1738 года — кассир казначейства. В 1741 году он был избран членом Королевского общества.
Он заседал в Палате общин в качестве члена от Райгита (1741—1747) и Кембриджшира (1747—1764).
Во время политического кризиса, связанного с потерей Менорки французами в 1756 году, лорд Ройстон был задействован в сборе положительных отзывов о министерстве в прессе. Он присоединился к своему отцу, а также к лорду Мэнсфилду, чтобы защитить министерство Ньюкасла во время парламентских расследований после казни адмирала Джона Бинга.
Он носил титул учтивости — виконт Ройстон с 1754 по 1764 год. В 1764 году после смерти своего отца Филипп Йорк унаследовал титул 2-го графа Хардвика. Он унаследовал поместье Уимпол в Кембриджшире, которое его отец купил у Эдварда Харли, графа Оксфорда. При вступлении на престол короля Георга III в 1760 году Филипп Йорк был включен в состав Тайного совета Великобритании.
В политике он поддерживал правительство вигов под руководством маркиза Рокингема. Он был лордом-лейтенантом Кембриджшира в 1757—1790 годах и старшим стюардом Кембриджского университета. Он редактировал множество различных государственных документов и корреспонденции, которые можно найти в коллекциях рукописей Британского музея. В 1756—1760 годах он занимал почетную должность вице-президента Больницы для подкидышей, благотворительного учреждения, оказывающего помощь брошенным детям Лондона.
Лорд Хардвик скончался 16 мая 1790 года и был похоронен во Флиттоне, Бедфордшир. Ему наследовал его племянник Филипп Йорк, 3-й граф Хардвик.

## Труды
Вместе со своим братом Чарльзом Йорком он был одним из главных авторов «Афинских писем»; или «Эпистолярная переписка агента персидского короля, проживавшего в Афинах во время Пелопоннесской войны» (4 тома, Лондон, 1741 год), работа, которая в течение многих лет пользовалась значительной популярностью и выдержала несколько изданий.

## Брак и дети
22 мая 1740 года он женился на леди Джемайме Кэмпбелл (9 октября 1723 — 10 января 1797), единственной дочери Джона Кэмпбелла, 3-го графа Бредалбейна, и его жены леди Амабель де Грей, дочери Генри Грея, 1-го герцога Кентского (1671—1740). После смерти её деда, герцога Кентского в 1740 году, Джемайма наследовала титулы 2-й маркизы Грей и 4-й баронессы Лукас. У супругов было две дочери:
- Леди Амабель Йорк, 1-я графиня де Грей (23 января 1751 — 4 марта 1833)[6] , вышедшая замуж за Александра Хьюм-Кэмпбелла, лорда Полварта, бездетная. Она сменила свою мать на посту 5-й баронессы Лукас.
- Леди Мэри Джемайма Йорк (9 февраля 1756 — 7 января 1830)[7], в 1780 году вышедшая замуж за Томаса Робинсона, 2-го барона Грэнтэма.